# Steve Harper
Steve Harper, född 14 mars 1975 i Easington, Durham, är en engelsk före detta fotbollsmålvakt som senast spelade för Sunderland.
Harper har varit en trogen reservmålvakt som var i Newcastle United i 20 års tid. Men har aldrig riktigt fått chansen som första valet i målet. Men när den duktige målvakten Shay Given flyttade till Manchester City i januari 2009 blev äntligen Steve Harper förstemålvakt, efter 15 år i klubben, vid 33 års ålder. Efter 20 år i klubben så bestämde han sig att lägga av med fotbollen. Dock så lockades han tillbaka och skrev under sommaren 2013 på för Hull City.